# Universidad Internacional de Mónaco

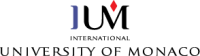
Logo de la Universidad

La Universidad Internacional de Mónaco (UIM), más conocida por sus siglas y nombre en inglés como International University of Monaco (IUM), es una institución privada de educación superior ubicada en el distrito de Fontvieille (Principado de Mónaco), fue establecida en 1986 y es dirigida por el Dr. Maxime A. Crener.

## Carreras
- Ingeniería civil
- Ingeniería nuclear
- Ingeniería mecánica
- Ingeniería química
- Licenciatura en economía
- Licenciatura en derecho

### Pregrado
- Licenciatura en Ciencias de Administración de Empresas

### Postgrado
- Máster en administración de empresas en la gestión de lujo
- Máster en administración de negocios en finanzas aplicadas
- Máster en administración de empresas en la gestión internacional
- Máster ejecutivo en administración de empresas
- Maestría de Finanzas - Ingeniería financiera
- Máster en Finanzas - Fondos de protección y de capital riesgo
- Maestría de finanzas de gestión del patrimonio
- Máster en ciencias de bienes y servicios suntuarios
- Programa de doctorado

## Investigación
La Universidad Internacional de Mónaco, ha desarrollado una intensa actividad de investigación en tres áreas fundamentales de especialización:
- Bienes y servicios suntuarios
- Finanzas y gestión de Fondos de protección
- Gestión internacional

## Participación internacional
- Consejo Europeo de Escuelas Internacionales (ECIS)
- Fundación Europea para la Gestión del Desarrollo (EFMD)
- La Asociación para la Promoción de Escuelas de Negocios universitarias (AACSB)
- Asociación de MBA's (AMBA)[2]
- La Asociación Internacional de Educadores (NAFSA)